# Jhon Murillo (athlétisme)
Pour les articles homonymes, voir Jhon Murillo.
Jhon Fredy Murillo Murillo, né le 13 juin 1984, est un athlète colombien, spécialiste du triple saut.

## Biographie
Il obtient son record le 14 juin 2013 à Carthagène des Indes en 16,58 m. En obtenant 16,55 m à Lima, à 3 cm de ce record, il devient champion sud-américain du triple saut en juin 2015. Il bat le record national le 24 avril 2016 en 16,74 m, malgré un vent défavorable de 1,6 m/s, lors des championnats nationaux à Medellín. 
Il l'améliore ultérieurement le 19 juin 2016, en 16,96 m, +1.3	à São Bernardo do Campo (Arena Caixa). En finale du triple lors des Jeux olympiques de 2016, il bat le record national en 17,09 m et se classe 5e.
Sa soeur María Lucelly Murillo est lanceuse de javelot.

## Palmarès
| Date | Compétition                              | Lieu                 | Résultat | Marque  |
| ---- | ---------------------------------------- | -------------------- | -------- | ------- |
| 2006 | Championnats d'Amérique du Sud           | Tunja                | 3e       | 16,33 m |
| 2013 | Championnats d'Amérique du Sud           | Carthagène des Indes | 2e       | 16,36 m |
| 2015 | Championnats d'Amérique du Sud           | Lima                 | 1er      | 16,55 m |
| 2015 | Jeux panaméricains                       | Toronto              | 10e      | 16,08 m |
| 2016 | Championnats ibéro-américains            | Rio de Janeiro       | 2e       | 16,35 m |
| 2016 | Jeux olympiques                          | Rio de Janeiro       | 5e       | 17,09 m |
| 2017 | Jeux Bolivariens                         | Santa Marta          | 1er      | 16,16 m |
| 2018 | Jeux d'Amérique centrale et des Caraïbes | Barranquilla         | 8e       | 16,09 m |

## Records
| Épreuve          | Marque       | Lieu           | Date          |
| ---------------- | ------------ | -------------- | ------------- |
| Triple saut      | 17,09 m (NR) | Rio de Janeiro | 16 août 2016  |
| Saut en longueur | 7,74 m       | Medellín       | 30 avril 2011 |